# Aranyhomlokú légykapópipra
Az aranyhomlokú légykapópipra (Neopelma aurifrons) a madarak osztályának verébalakúak (Passeriformes) rendjébe és a piprafélék (Pipridae) családjába tartozó faj.

## Rendszerezése
A fajt Maximilian zu Wied-Neuwied német herceg, felfedező és természettudós írta le 1831-ben, a Muscicapa nembe Muscicapa aurifrons néven.

## Előfordulása
Brazília délkeleti részén, az Atlanti-óceán partvidékén honos. Természetes élőhelyei a szubtrópusi és trópusi síkvidéki esőerdők.

## Megjelenése
Átlagos testhossza 13 centiméter.
|  |

## Életmódja
Gyümölcsökkel és rovarokkal táplálkozik.

## Természetvédelmi helyzete
Az elterjedési területe kicsi, egyedszáma 2500 példány alatti és csökken. A Természetvédelmi Világszövetség Vörös listáján mérsékelten fenyegetett fajként szerepel.